# 杜肯大学
杜肯大学（Duquesne University of the Holy Spirit，/duːˈkeɪn/ 或 /djuːˈkeɪn/）是一所位于美国宾夕法尼亚州匹兹堡的私立天主教大学，创立于1878年，自一开始便是天主教教育机构。它隶属于罗马天主教圣神会，是世界上唯一一所隶属于圣神会的高等教育机构。2018年《美國新聞與世界報道》将其排在“全国大學”中第119位。

## 外部连接
- 官方网站
- Duquesne Athletics website （页面存档备份，存于）